# Геотаргетиране
Геотаргетирането в геомаркетинга и интернет маркетинга е метод за установяване на геолокацията на посетител на уеб сайт и доставянето на различно съдържание според неговото местоположение като страна, регион, град, пощенски код, IP адрес, интернет доставчик или друг критерий. Широко разпространена е употребата на геотаргетирането в онлайн рекламирането и интернет телевизията чрез сайтове като iPlayer и Hulu, ограничаващи съдържанието им до потребители, локализирани в специфични държави.

## Географска информация, осигурена от посетителя
В геотаргетирането с геолокационен софтуер, геолокацията се базира на географската и останалата лична информация, която се предоставя от посетителя.
Различно съдържание по избор
Типичен пример за различно съдържание по избор е сайта на компанията за шипинг и логистика UPS , в който потребителите първо имат възможност да изберат тяхната държава и след това биват препратени към различен сайт или тема, в зависимост от техния избор.
Автоматизирано предоставяне на различно съдържание според геолокацията
В интернет маркетинга и геомаркетинга доставката на различно съдържание, базирано на геолокацията и друга лична информация, обикновено се извършва автоматизирано. .

## IP spidering
Автоматичното откриване на геолокализирана информация за потребител на ниво личност, организация или град, базирана на IP адрес чрез команди като traceroute, ping и комбинация от други инструменти и методи, е доста по-сложно.
IP spidering зависи от предварителния анализ на цялото IP адресно пространство. В него има повече от 4 милиарда възможни IP адреса, а детайлният анализ на всеки един от тях е много тежка задача, особено като се има предвид факта, че IP адресите са непрекъснато назначавани, разпределяни, преразпределяни, премествани и сменяни, поради преместването на рутери, назначаване на IP адреси за бизнеса и мрежи, които тепърва се създават или променят. За да не изостават от постоянните промени, са необходими технологии за оценка на пропускателната способност, комплексни алгоритми и прецизно настроени механизми за доставка на интернет. Когато веднъж цялото IP пространство е анализирано, всеки адрес трябва да бъде периодично обновяван, за да съответства на промените в IP адресната информация, без да се прониква в личната информация на потребителите.

## Доставяне на съдържание по IP за SEO
Доставяне на съдържание по IP адрес в рамките на оптимизацията за търсачки (SEO) е метод за доставка на различно съдържание на „търсещите паяци“ (търсещите роботи, web crawlers) вместо на посетителите. На базата на IP адреса се определя дали посетителят на сайта е известен „търсещ паяк“. Предоставянето на различно съдържание за търсачките от това, предоставяно на хората, нарича прикриване (cloaking, клоукинг) и е против принципите на повечето специалисти по SEO.
Въпреки че принципите на търсачката изглежда определят всеки тип cloaking като лош, има случаи, в които той може да бъде легитимен. Темата е много противоречива и SEO експертите продължават да обсъждат кога прикриването може да се приеме като допустимо и кога – не.

## Разпространени употреби
- Локализация на съдържанието: Администратори на сайтове, които искат да обслужват локално съдържание на глобален домейн. [7][8][9][10]
- Притежателите на авторски права и мрежите ограничават потоците информация, базирани на географската локализация.
- Pay-per-click реклами, които се появяват само на потребители, които живеят на определени места.
- Дисплей реклама, при която банерите или другите мултимедийни реклами се подбират за показване въз основа местоположението на посетителите.
- Онлайн анализаторите идентифицират наличието на корелация между града, скоростта на връзката и моментните демографски данни към IP адреса.
- Повишената производителност на мрежите осигурява още по-добър начин за таргетиране на клиентите на рекламодателите.
- Защитата от измами идентифицира съмнителните разплащания чрез корелацията между IP адреса и допълнителната информация (записи за разплащания, заглавие на писмата). [11][12]
- Рекламиране в градовете (на английски city advertising) [13] чрез реклама в уеб сайтове с изчерпателно съдържание, отнасящо се до отделни градове. Подобни уеб сайтове могат да свързват големи градски аудитории с продуктите/услугите за продажба в тези градове. Посетителите, които търсят информация за специфични градове, намират реклами в същите уеб сайтове, като резултат от името на града, вместо като резултат от търсенето на продукт/услуга. По този начин бизнесът, например магазините и ресторантите, може да рекламира таргетирано и да достигне до потребителите, които са в близост до истинското местоположение на техния продукт/услуга.
- Съдържание базирано на местното време, използвайки IP геолокация. [14]